# Continental Automotive Czech Republic
Continental Automotive Czech Republic je firma sídlící v České republice. Jde o součást nadnárodního koncernu Continental. Hlavní sídlo české části firmy je v Jičíně, výrobní závody se nacházejí v Adršpachu, Brandýse nad Labem, Frenštátě pod Radhoštěm, Jičíně, Otrokovicích, Trutnově a ve vývojovém centru v Ostravě. Součástí firmy je také servisní síť BestDrive. Firma v ČR zaměstnává více než 13 000 zaměstnanců, což ji řadí k největším zaměstnavatelům v zemi, k roku 2015 byla šestým největším zaměstnavatelem v Česku. V ČR firma vyrábí interiérovou elektroniku, palivové dopravní jednotky, řídící jednotky motorů a převodovek, senzory, brzdové systémy, trysky ostřikovačů, čerpadla, vysokotlaké pumpy, ventily, hadicové systémy či pláště pneumatik pro osobní i nákladní vozidla a autobusy.